# جون لينس
جون لينس هو سياسي أمريكي، (و. 1840 – 1905 م). نشط حزبياً في الحزب الجمهوري. وقد انتخب عضو جمعية ولاية ويسكونسن ‏ وانتخب عضو مجلس ولاية ويسكونسن ‏.